# Frédéric De Jongh
Frédéric De Jongh (Brussel, 13 december 1897 - Mont Valérien, 28 maart 1944) was een Belgisch schooldirecteur en verzetsstrijder tijdens de Tweede Wereldoorlog, die samen met zijn dochter Andrée De Jongh de ontsnappingsroute Comète opzette, waardoor honderden geallieerde piloten via Frankrijk en Spanje Engeland konden bereiken.
Frédéric De Jongh was het hoofd van de school in de Gaucheretstraat 81 in Schaarbeek, die vandaag zijn naam draagt. In 1941 hielp hij zijn jongste dochter Andrée, die hij liefkozend de bijnaam Kleine Cycloon gaf (hij vertelde haar het verhaal van Edith Cavell en Gabrielle Petit, naar wier graf hij de kinderen van zijn school elk jaar meenam), met het opzetten van een vluchtroute voor geallieerden die op Belgisch grondgebied waren gevallen en voor ontmaskerde verzetsstrijders die ook naar Engeland wilden terugkeren. Frédéric De Jongh was verantwoordelijk voor de onderduikadressen in Brussel en de voorraden die nodig waren om deze vliegeniers te verbergen in bezet België. In april 1942 was zijn aanwezigheid in Parijs vereist om de operaties te coördineren. Om hem daarbij te helpen, kreeg hij de hulp van Andrée Dumon, die in augustus 1942 werd gearresteerd. Haar zus, Aline Dumon (Michou), nam de fakkel over en ontsnapte in 1944 ternauwernood aan arrestatie. Frédéric De Jongh, aangeklaagd door de mol Jacques Desoubrie, werd op zijn beurt gearresteerd door de Gestapo op 7 juni 1943. Hij werd op 28 maart 1944 geëxecuteerd in het fort van Mont Valérien.